# 23e division d'infanterie (Empire allemand)
Pour les articles homonymes, voir 23e division d'infanterie.
La 23e division d'infanterie, appelée également 1re division d'infanterie du Royaume de Saxe, est une unité de l'armée saxonne qui participe à la guerre franco allemande de 1870 et à la Première Guerre mondiale. Au déclenchement de ce conflit, elle forme avec la 32e division d'infanterie le 12e corps d'armée rattaché à la 3e armée. La division participe à la mise à sac de Dinant lors de la Bataille de Dinant et poursuit les troupes françaises ; elle combat lors de la bataille de la Marne dans la région de Vitry. La division occupe ensuite un secteur de front sur l'Aisne jusqu'en 1917, au cours de cette période plusieurs unités ont quitté temporairement la division pour renforcer le dispositif allemand lors des batailles de Champagne et de la Somme.
En 1917, la 23e division est engagée dans la bataille des monts de Champagne et au Chemin des Dames. Elle participe, au printemps 1918 à l'offensive Michael puis à la Seconde bataille de la Marne. Au cours de l'été, la division est transférée sur la partie nord du front où elle participe aux combats défensifs de la fin de l'été à l'automne 1918. Après la guerre, la division est transférée en Allemagne où elle est dissoute au cours de l'année 1919.

## Composition

### Composition en 1867
- 45e brigade d'infanterie (de) :

100e régiment de grenadiers.
101e régiment de grenadiers.
- 46e brigade d'infanterie (de) :

102e régiment d'infanterie (de).
103e régiment d'infanterie.
- 23e brigade de cavalerie (de) :

Régiment de cavaliers lourds de la Garde (de).
18e régiment de hussards.
17e régiment d'uhlans (de), stationné à Oschatz.

### Composition en 1870
- 45e brigade d'infanterie :

100e régiment de grenadiers
101e régiment de grenadiers
108e régiment de tirailleurs (de)
- 46e brigade d'infanterie :

102e régiment d'infanterie (de)
103e régiment d'infanterie
- Régiment de cavaliers lourds de la Garde (de).
- Groupe d'artillerie du 12e régiment d'artillerie de campagne

### Composition en 1890
- 45e brigade d'infanterie (1. Königlich Sächsische) (Dresde)

100e régiment de grenadiers (Dresde).
101e régiment de grenadiers (Dresde).
- 46e brigade d'infanterie (2. Königlich Sächsische) (Dresde).

102e régiment d'infanterie (Dresde).
103e régiment d'infanterie (Dresde).
- 23e brigade de cavalerie (1. Königlich Sächsische) (Dresde)

Régiment de cavaliers lourds de la Garde (Dresde).
17e régiment d'uhlans (Dresde).
13e bataillon de chasseurs à pied (de) (Dresde).

### Composition en 1914
- 45e brigade d'infanterie (1. Königlich Sächsische) (Dresde)

100e régiment de grenadiers (Dresde).
101e régiment de grenadiers (Dresde).
- 46e brigade d'infanterie (2. Königlich Sächsische) (Dresde).

108e régiment de tirailleurs (de) (Dresde).
182e régiment d'infanterie.
12e bataillon de chasseurs à pied (de) (Freiberg).
- 23e brigade de cavalerie (1. Königlich Sächsische) (Dresde)

Régiment de cavaliers lourds de la Garde (Dresde).
17e régiment d'uhlans (Oschatz).
- 23e brigade d'artillerie de campagne (1. Königlich Sächsische) (Dresde).

12e régiment d'artillerie de campagne (Dresde) et (Königsbrück).
48e régiment d'artillerie de campagne (Dresde).

### Organisation à la mobilisation
- 45e brigade d'infanterie (1. Königlich Sächsische)

100e régiment de grenadiers.
101e régiment de grenadiers.
- 46e brigade d'infanterie (2. Königlich Sächsische)

108e régiment de tirailleurs.
182e régiment d'infanterie.
12e bataillon de jäger, 1. Königlich Sächsisches Jäger-Bataillon Nr. 12 (Freiberg).
- cavalerie divisionnaire :

20e régiment de hussards (de)
- 23e brigade d'artillerie (1. Königlich Sächsische)

12e régiment d'artillerie de campagne, 1. Königlich Sächsisches Feldartillerie-Regiment Nr. 12.
48e régiment d'artillerie de campagne, 4. Königlich Sächsisches Feldartillerie-Regiment Nr. 48.
- 1 compagnie du 12e bataillon de pionnier.

### Composition en 1918
- 45e brigade d'infanterie (1. Königlich Sächsische)

100e régiment de grenadiers.
101e régiment de grenadiers.
108e régiment de tirailleurs.
MG-Scharfschützen-Abteilung Nr. 52
1er escadron du 20e régiment de hussards
- artillerie divisionnaire

12e régiment d'artillerie de campagne, 1. Königlich Sächsisches Feldartillerie-Regiment Nr. 12
1er bataillon du 19e régiment d'artillerie à pied, 2. Königlich Sächsisches Fußartillerie-Regiment Nr. 19
- 12e bataillon de pionnier, Pionier-Bataillon Nr. 12

## Historique

### Première Guerre mondiale
La 23e division d'infanterie forme avec la 32e division d'infanterie le 12e corps d'armée.

#### 1914
- 9 - 18 août : la division se concentre dans la région d'Eifel à l'ouest de Trèves et pénètre en Belgique le 18 août en passant par le nord du Luxembourg.
- 23 - 24 août : Bataille de Dinant. Le XIIe corps d'armée est accusé lors de cette bataille d'exécutions de civils[1].
- 24 - 27 août : la division franchit la Meuse et se porte en soutien de la IIe armée allemande vers Mettet et Philippeville, puis se dirige vers la Sormonne.
- 28 août - 5 septembre : poursuite des troupes françaises, combats sur l'Aisne. La division se dirige vers Châlons.
- 6 - 10 septembre : bataille de la Marne, la division combat autour de Sompuis.
- 11 - 15 septembre : retraite en direction de l'Aisne.
- 15 - 22 septembre : bataille de Juvincourt.
- jusqu'en décembre : la division occupe un secteur de front au nord ouest de Reims.

#### 1915
- 1er janvier - 31 décembre : secteur de l'Aisne, la division tient le front de Craonne à Berry-au-Bac. En mars, des éléments de la division partent sur le front de Champagne pour renforcer les troupes lors de la bataille de Champagne. En avril 1915, le 182e régiment quitte la division pour intégrer la 123e division d'infanterie nouvellement formée[2].

#### 1916
- jusqu'au 28 août : la division tient toujours le secteur de l'Aisne, plusieurs éléments de la division participe en tant que troupes de renforts à la Bataille de la Somme.
- 4 septembre : les 101e et 108e régiments d'infanterie sont envoyés en renfort dans la Somme, au cours de ces affrontements, la division accuse des pertes sensibles, elle reçoit des renforts qui comblent en partie les pertes[2].

#### 1917
- 1er janvier au 15 mars : la division tient la ligne de front dans le secteur de Roye-sur-Matz et de Noyon.
- 16 - 20 mars : elle combat lors du repli allemand sur la ligne Siegfried au cours de l'opération Albrecht.
- 20 mars au 16 avril : la division est relevée du front, elle cantonne à Sedan et fait partie de la réserve de l'OHL.
- 16 avril - 27 mai : La division entre en ligne entre la côte 232 et la Suippe. Elle participe à la Bataille des monts de Champagne et à la Bataille du Chemin des Dames.
- à partir du 28 mai : la division est en ligne dans le secteur à l'ouest de Auberive.

#### 1918
- janvier : la division occupe le secteur de Loivre, au nord-ouest de Reims.
- février : secteur de Courcy - Brimont.
- 20 - 23 février : la division est relevée par la 213e division d'infanterie[1], puis transférée en direction de la Somme, le 23 février elle atteint Neufchâtel-sur-Aisne. Puis déplacement au nord de Guise par Esquéhéries, La Neuville-lès-Dorengt.
- jusqu'au 18 mars : période de formation.
- 19 - 22 mars : déplacement nocturne vers la ligne de front par Bohain-en-Vermandois, le Fresnoy-le-Grand et Le Verguier.
- 22 - 29 mars : la division est en 3e ligne lors de l'Offensive Michael et traverse Holnon, Beauvois, Athies, Chaulnes, Rosières-en-Santerre et Beaucourt-en-Santerre.
- 29 mars - 2 avril : la division est en première ligne et attaque sur une ligne Mézières-en-Santerre, Villers-aux-Érables, La Neuville-Sire-Bernard. Elle progresse sur Mailly-Raineval et Sauvillers-Mongival[1].
- 2 - 7 avril : la division est placée en seconde ligne.
- 8 - 23 avril : de nouveau en première ligne, la division attaque sur Grivesnes et dans le secteur de Montdidier Les pertes de la division sont estimées à 70 % de l'effectif initial[1].
- 23 avril - 6 juin : retrait du front, la division occupe un secteur calme en Champagne à Aubérive où elle est reconstituée.
- 6 - 15 juin : entrainement et formation à proximité de Bazoche.
- 16 juin - 10 juillet : la division relève la 45e division de réserve[1] à Saint-Pierre Aigle, puis dans le secteur de Soisson.
- 15 - 17 juillet : Seconde bataille de la Marne, la division franchit la Marne à Courcelles au nord de Savigny et avance vers La Chapelle Monthodon. Le 17 juillet le repli est programmé, la division se retrouve dans la forêt de Fère à Fresnes au sud de Fère-en-Tardenois le 26 juillet[1].
- 26 - 30 juillet : la division est employée pour ralentir l'avance des troupes alliées jusqu'à la Vesle.
- 30 juillet - 11 août : en réserve du groupe d'armée du Kronprinz.
- 11 - 20 août : engagée dans la bataille d'Amiens, combats entre Arras et Albert
- 21 août - 2 septembre : bataille de Monchy-Bapaume
- 3 - 5 septembre : combat sur la ligne Siegfried
- 5 - 6 septembre : lutte sur le front d'Ypres - La Bassée
- 7 - 20 septembre : lutte entre Armentières et Lens
- 21 septembre - 17 octobre : bataille défensive en Flandre
- 18 - 24 octobre : retraite entre l'Yser et la Lys
- 25 octobre - 1er novembre : bataille de la Lys
- 2 - 4 novembre : retraite sur les deux rives de l'Escaut
- 5 - 11 novembre : combats défensifs sur les positions Anvers - Meuse[3]
- 12 novembre - 23 décembre : évacuation du territoire occupé et retour en Allemagne, la division est dissoute au cours de l'année 1919.

## Chefs de corps
| Grade                        | Nom                                  | Date                                |
| ---------------------------- | ------------------------------------ | ----------------------------------- |
| Generalleutnant              | Georges Ier de Saxe                  | 1er avril 1867 - 31 décembre 1873   |
| Generalleutnant              | Gustav Erwin Nehrhoff von Holderberg | 1er janvier 1874 - 12 juin 1875     |
| Generalleutnant              | Heinrich von Abendroth (de)          | 13 juin 1875 - 31 octobre 1878      |
| Generalleutnant              | Ludwig von Hausen (de)               | 1er novembre 1878 - 28 janvier 1883 |
| Generalleutnant              | Franz von Rudorff (de)               | 29 janvier 1883 - 31 juillet 1889   |
| Generalleutnant              | Eduard von Reyher                    | 1er août 1889 - 30 juin 1894        |
| Generalleutnant              | Curt von Raab (de)                   | 1er juillet 1894 - 21 mai 1898      |
| Generalleutnant              | Frédéric-Auguste III de Saxe         | 22 mai 1898 - 25 août 1902          |
| Generalleutnant              | Hermann von Broizem (de)             | 26 août 1902 - 27 octobre 1904      |
| Generalleutnant              | Paul Vitzthum von Eckstädt (de)      | 28 octobre 1904 - 15 juillet 1908   |
| Generalleutnant              | Egon von Gersdorff (de)              | 16 juillet 1908 - 27 janvier 1911   |
| Generalleutnant              | Oskar von Ehrenthal (de)             | 28 janvier 1911 - 12 septembre 1912 |
| Generalleutnant              | Karl von Lindeman (de)               | 13 septembre 1912 - 7 juillet 1915  |
| Generalmajor/Generalleutnant | Georg Bärensprung                    | 8 juillet 1915 - 6 février 1919     |